# Луїс Едельман
Луїс Ф. Едельман (англ. Louis F. Edelman; 18 травня 1900, Нью-Йорк, Нью-Йорк, США — 6 січня 1976, Лос-Анджелес, Каліфорнія, США) — американський сценарист і продюсер. У період з 1935 по 1952 роки він взяв участь у створенні 39 фільмів.

## Біографія
Луїс Ф. Едельман народився 18 травня 1900 року в Нью-Йорку. В Першу світову війну Луїс служив у ВМС США, здобувши морський хрест за мужність під час акції в Північній Атлантиці, коли він врятував екіпаж свого торпедного корабля.
Він став відомим завдяки таким фільмам, як «До справи береться флот» (1934), «Ти ніколи не була прекраснішою» (1942) та «Біла гарячка» (1949). Едельман також брав активну участь у створенні телесеріалів, випустивши такі, як «Велика долина» (1965—1969), «Життя та легенда Ваятта Ерпа» (1955—1961) та «Любов і шлюб» (1959—1960). З 1965 по 1967 роки Луїс Едельман був президентом Американської гільдії продюсерів.
1 вересня 1933 року відбулося весілля Луїса та Ріти Едельман, вони провели у шлюбі 43 роки.
Луїс Ф. Едельман помер 6 січня 1976 року від хвороби серця в Лос-Анджелесі, Каліфорнія, США.

## Фільмографія
| Рік  |    | Українська назва                  | Оригінальна назва                 | Роль                           |
| ---- | -- | --------------------------------- | --------------------------------- | ------------------------------ |
| 1931 | ф  | Товариші з плавання               | Shipmates                         | сценарист                      |
| 1934 | ф  | Доріжка флірту                    | Flirtation Walk                   | сценарист                      |
| 1938 | ф  | Джезебель                         | Jezebel                           | сценарист                      |
| 1951 | ф  | Я побачу тебе в своїх снах        | I'll See You in My Dreams         | сценарист, продюсер            |
| 1965 | с  | Велика долина                     | The Big Valley                    | сценарист                      |
| 1961 | с  | Шоу Джойс Бішоп                   | The Joey Bishop Show              | виконавчий продюсер, сценарист |
| 1970 | ф  | Жінка Адама                       | Adam's Woman                      | продюсер                       |
| 1953 | с  | Звільніть місце для татка         | Make Room for Daddy               | продюсер, виконавчий продюсер  |
| 1960 | с  | Шоу Барбари Стенвік               | The Barbara Stanwyck Show         | виконавчий продюсер            |
| 1955 | с  | Життя та легенда Ваятта Ерпа      | The Life and Legend of Wyatt Earp | продюсер, виконавчий продюсер  |
| 1959 | с  | Любов і шлюб                      | Love and Marriage                 | виконавчий продюсер            |
| 1959 | с  | Судовий виконавець                | Lawman                            | виконавчий продюсер            |
| 1956 | с  | Пригоди Джима Бові                | The Adventures of Jim Bowie       | продюсер, виконавчий продюсер  |
| 1957 | с  | Каліфорнійці                      | The Californians                  | продюсер, виконавчий продюсер  |
| 1952 | ф  | Співак джазу                      | The Jazz Singer                   | продюсер                       |
| 1952 | ф  | Зупинись, ти вбиваєш мене         | Stop, You're Killing Me           | продюсер                       |
| 1952 | ф  | Гвинтівка Спрінгфілд              | Springfield Rifle                 | продюсер                       |
| 1952 | ф  | Великі дерева                     | The Big Trees                     | продюсер                       |
| 1992 | тф | Вайетт Ерп: Повернення в Тумстоун | Wyatt Earp: Return to Tombstone   | виконавчий продюсер            |
| 1951 | ф  | Операція «Пасифік»                | Operation Pacific                 | продюсер                       |
| 1950 | ф  | Вест-пойнтівська історія          | The West Point Story              | продюсер                       |
| 1949 | ф  | Біла гарячка                      | White Heat                        | продюсер                       |
| 1945 | ф  | Готель «Берлін»                   | Hotel Berlin                      | продюсер                       |
| 1945 | ф  | Пісня на пам'ять                  | A Song to Remember                | продюсер                       |
| 1944 | ф  | Якось у казці                     | Once Upon a Time                  | продюсер                       |
| 1943 | ф  | Винищувач                         | Destroyer                         | продюсер                       |
| 1942 | ф  | Ти ніколи не була милішою         | You Were Never Lovelier           | продюсер                       |
| 1941 | ф  | Янкі в королівських ВПС           | A Yank in the R.A.F.              | асоційований продюсер          |
| 1940 | ф  |                                   | The Fighting 69th                 | асоційований продюсер          |
| 1939 | ф  | Невидимі смуги                    | Invisible Stripes                 | асоційований продюсер          |
| 1939 | ф  | Агент під прикриттям              | Espionage Agent                   | асоційований продюсер          |
| 1939 | ф  | Курява буде моєю долею            | Dust Be My Destiny                | асоційований продюсер          |
| 1939 | ф  | Крила морських піхотинців         | Wings of the Navy                 | продюсер                       |
| 1938 | ф  | Місячний сад                      | Garden of the Moon                | продюсер                       |
| 1938 | ф  | Долина гігантів                   | Valley of the Giants              | асоційований продюсер          |
| 1938 | ф  | Ковбой з Брукліну                 | Cowboy from Brooklyn              | асоційований продюсер          |
| 1938 | ф  | Любов, честь і поведінка          | Love, Honor and Behave            | асоційований продюсер          |
| 1937 | ф  | Підводний човен Д-1               | Submarine D-1                     | асоційований продюсер          |
| 1937 | ф  | Студентське шоу                   | Varsity Show                      | асоційований продюсер          |
| 1937 | ф  | Співуча морська піхота            | The Singing Marine                | асоційований продюсер          |
| 1937 | ф  | Гірська юстиція                   | Mountain Justice                  | продюсер                       |
| 1937 | ф  | Мічена жінка                      | Marked Woman                      | асоційований продюсер          |
| 1937 | ф  | Божа країна та жінка              | God's Country and the Woman       | асоційований продюсер          |
| 1936 | ф  | Китайська шпилька                 | China Clipper                     | продюсер                       |
| 1936 | ф  | Кулями або голосами               | Bullets or Ballots                | продюсер                       |
| 1936 | ф  | Ходячі мерці                      | The Walking Dead                  | продюсер                       |
| 1935 | ф  | Морська піхота в повітрі          | Devil Dogs of the Air             | асоційований продюсер          |